# Gaston de Saporta
Louis Charles Joseph Gaston de Saporta (Saint-Zacharie (Var), 1823 - Aix-en-Provence, 1895) fue un paleobotánico francés. Mostró la transformación de las especies de plantas durante diferentes épocas.

## Una juventud dorada
Aborigen de una familia noble, Saporta parecía no destinado a la paleobotánica. Aunque su padre era un apasionado del estudio de mariposas y su abuelo paterno de la entomología en general, sus gustos eran los literarios más bien, en un momento en que la poesía era muy popular en los salones. A los 20 años, asistió a viajes, y administró sus bienes. Él, de alguna manera, tenía una vida diletante de adinerado.

## Una revelación
Fue con la muerte de su mujer, Valentine de Forbin la Barben, el 20 de enero de 1850, que buscó diversión en la botánica y aprendió a reconocer las especies de plantas del Mediterráneo, y de los que conoció durante sus viajes. Pronto, se especializó en plantas fósiles y comienza a caminar por los campos y las yeserías inexploradas de Aix-en-Provence que describe y clasifica. El 23 de abril de 1854, se casa con Émilie de Gabrielli de Gubbio, de la nobleza de Aix.

## Los inicios en laevolución biológica
En 1860, publicó en el "Bulletin de la Société vaudoise des sciences naturelles" su primer trabajo de resumen de los resultados de sus estudios sobre las plantas fósiles Provenza.
Desde 1862, publicó sus notas en el "Bulletin de la Sociedad Geológica de Francia", y a continuación, en la Sociedad Botánica de Francia. Escribió capítulos sucesivos en los Annales des Sciences naturelles, sus Études sur la végétation du Sud-Est de la France à l’époque tertiaire. El ensamble se terminó en 1874, con 238 especies detalladas.
En 1864, se atañe a la flora cuaternaria, y en 1869 a la terciaria. Las observaciones se multiplicaron en la primera mitad del siglo XIX pero, cuando Saporta comenzó sus avances en la investigación, eran sólo las visiones de Cuvier: creaciones y destrucciones se suceden independientemente unos de otros.
Los descubrimientos paleontológicos de la segunda mitad del siglo resaltaban las similitudes entre algunos fósiles de eras diferentes, incluso con las plantas en nuestra época contemporánea. 

« No hay árbol o arbusto en Europa, América del Norte, las Islas Canarias, en la región del Mediterráneo, que no se encuentran en estado fósil en una forma específica más o menos cercana a la de hoy en día. »

Así, la idea de la evolución biológica emergió. Es en ese contexto que hace Saporta, una clara continuidad y también muestra la lenta transformación de las especies de plantas. Además, durante su investigación en torno a Aix, descubre una flora tropical en la región templada de hoy. Incontestablemente, hubo una variación del clima, que vino definitivamente a arruinar la hipótesis de las revoluciones en el globo. No se necesita un cataclismo para extinguir especies extinguidas de la superficie de la Tierra. Fue incluso más allá, al afirmar la existencia de una "cuna primitiva" en el norte. Las diversas expediciones informaron de fósiles, indicando una vegetación de la era terciaria en Spitzberg, Groenlandia y en Islandia. La migración de las plantas están relacionados con el cambio climático.

## El hombre de ciencias
Pronto se convirtió en un científico conocido al que le apreciaban sus descubrimientos, y aunque aficionado, supo muy rápidamente establecerse. Mantuvo correspondencia particularmente con Darwin, compartiendo sus ideas evolutivas. Le reconoció los resultados y admiró su honestidad.
Viajó por sus investigaciones, a cuenta del Muséum national d'histoire naturelle de París, asistiendo a reuniones de sociedades científicas, y participando en convenciones. Usó su influencia para la creación de un museo de historia natural en Aix, donando una parte de su herbario y colecciones de fósiles de plantas.
A la muerte de Alcide Dessalines d'Orbigny, participó con Louis Édouard Gourdan de Fromentel y de Henry Testot-Ferry en la creación del Comité de Paleontología francesa. El objetivo fue continuar la Paléontologie française de d'Orbigny: 16 nuevos volúmenes surgirán y se siguen utilizando aún hoy en día.
Fue muy activo en actividades locales. En 1866 ingresó en la Academia de Ciencias de Aix-en-Provence, siendo varias veces presidente. De alguna manera, siguió a una familia que durante tres generaciones, tuvo cuatro miembros de su familia siendo parte.
Conocido científico del medio nacional, fue miembro de numerosas sociedades científicas en Francia y en el extranjero. Se convirtió en un miembro asociado o titular correspondientes de 20 sociedades, recibiendo la legión de honor en 1873. En 1876, fue elegido miembro correspondiente de la Academia de Ciencias de Francia en París. Sus publicaciones fueron considerables, a partir de los informes científicos y de libros populares para el público en general, y también publica obras más históricas y literarias, incluyendo la familia Madame de Sévigné.
A partir de 1893, su salud fue frágil y tenía problemas de corazón. Fallece dos años más tarde, el 26 de enero de 1895 en Aix-en-Provence, de una crisis cardíaca.
En el centro de Aix-en-Provence, en el barrio Saint-Sauveur, una calle porta su nombre. Está en el número 21 de esta última, luego llamada calle Grande-Horloge, donde vivió el sabio. Se parte de la plaza del Hotel-de-Ville para llegar al bulevar exterior, y acercarse a la catedral. Se incluye el Museo de Vieil-Aix, alojados en el Hotel d'Estienne-de-Saint-Jean, y en el Instituto de estudios políticos de Aix-en-provence.
Gaston de Saporta era el padre de Antoine de Saporta.

## Algunas publicaciones
- Wikisource contiene obras originales de o sobre Gaston de Saporta.
- Sur le rôle des végétaux à feuilles caduques dans les flores tertiaires antérieures au miocène proprement dit et spécialement dans celle du gypse d'Aix, 1863 en línea
- Notice sur les plantes fossiles des calcaires concrétionnés de Brognon (Côte-d'Or), 1866 en línea
- La Flore des tufs quaternaires en Provence, 1867 en línea
- Caractères de l'ancienne végétation polaire: analyse raisonnée de l'ouvrage de M. Oswald Heer intitulé Flora fossilis Artica, 1868 en línea
- La Végétation du Globe dans les temps antérieurs à l'homme, 1868
- La Paléontologie appliquée à l'étude des races humaines, 1868
- Le Phénomène de la vie, discours prononcé à la séance publique annuelle de l'Académie des sciences, agriculture, arts et belles-lettres d'Aix, 1870
- Études sur la végétation du sud-est de la France à l'époque tertiaire: révision de la flore des gypses d'Aix, 1872
- Flore fossile du Portugal en línea 1 2 3
- Essai sur l'état de la végétation à l'époque des marnes heersiennes de Gelinden, con Antoine-Fortuné Marion, 1873
- Paléontologie française, ou Description des fossiles de la France, commencée par Alcide d'Orbigny et continuée par une réunion de paléontologistes. 2ª serie: Végétaux. Plantes jurassiques, por el Conde de Saporta, 6 vols. 1873-1884
- Notice sur les plantes fossiles du niveau des lits à poissons de Cerin, 1873 en línea
- Examen critique d'une collection de plantes fossiles de Koumi (Eubée), 1873 en línea
- Recherches sur les végétaux fossiles de Meximieux, con Antoine-Fortuné Marion, 1876
- Les Anciens climats de l'Europe et le développement de la végétation, 1878 en línea
- Essai descriptif sur les plantes fossiles des Arkosses de Brives près le Puy-en-Velay, 1878 en línea
- Révision de la flore heersienne de Gelinden, d'après une collection appartenant au Cte de Looz, avec Antoine-Fortuné Marion, 1878
- Le Monde des plantes avant l'apparition de l'homme, 1879 en línea
- Les Temps quaternaires, 1881 Texte en ligne
- Aperçu géologique du terroir d'Aix-en-Provence, 1881
- L'Évolution du règne végétal, 3 vols. 1881-1885 en línea: Les cryptogames (enlace roto disponible en Internet Archive; véase el historial, la primera versión y la última). Les phanérogames (enlace roto disponible en Internet Archive; véase el historial, la primera versión y la última).
- À propos des algues Jossiles, 1882
- La Formation de la houille, 1882
- Un essai de synthèse paléoethnique, 1883
- Les Organismes problématiques des anciennes mers, 1884 en línea
- Origine paléontologique des arbres cultivés ou utilisés par l'homme, 1888
- Dernières adjonctions à la flore fossile d'Aix-en-Provence, précédées de Notions stratigraphiques et paléontologiques appliquées à l'étude du gisement des plantes fossiles d'Aix-en-Provence, 1889 en línea 1 2 3
- La Famille de Mme de Sévigné en Provence, d'après des documents inédits, 1889
- Recherches sur la végétation du niveau Aquinien de Manosque, 1891 en línea
- Correspondance entre Charles Darwin et Gaston de Saporta, précédée de Histoire de la paléobotanique en France au XIXe siècle por Yvette Conry, Paris: Presses universitaires de France, 1972

## Honores

### Eponimia
- (Asteraceae) Anthemis saportana Albov[2]

## Literatura
- A.C.S. The Marquis of Saporta. Geological Magazine, new series, 4 ( 2): 286-287 – Londres, 1895